# Gmina Barnes (Iowa)

Położenie Gminy Barnes w hrabstwie Buena Vista

Gmina Barnes (ang. Barnes Township) – gmina w USA, w stanie Iowa, w hrabstwie Buena Vista. Według danych z 2000 roku gmina miała 695 mieszkańców.